# Any.Do
Any.Do是一个界面简洁的跨平台免费日程管理应用，提供Android、iOS客户端，以及Chrome浏览器扩展、网页版，允许登陆用户同步日程,并与用户的Google Tasks同步。Any.Do支持管理任务优先级、设定提醒等，支持与他人合作处理任务，还支持语音输入。Any.Do允许通过文件夹和时间分类，前者允许用户将日程归为个人、工作以及自定义文件夹，后者允许将日程归为今天、明天、即将到来、某天。Any.Do还拥有Any.Do时间（Any.Do Moment）功能，可以更加有趣的方式管理日程。

## 荣誉
- 被纽约时报评为2011Android应用程序前十名
- 被PC Magazine评为一款必备的Android应用程序
- 被 TechCrunch评为2011最佳Android应用程序
- Lifehacker评论“Any.DO是一款非常直观的、使用手势操作的Android待办事项应用程序”